# ジェゼベルの死
『ジェゼベルの死』（ジェゼベルのし、原題：Death of Jezebel）は、クリスチアナ・ブランドが1949年に発表した推理小説。
本作は、『緑は危険』『はなれわざ』に並ぶ作者の代表作で、1985年東西ミステリーベスト100で90位、2012年東西ミステリーベスト100で24位に選出されている。『緑は危険』と『はなれわざ』などの探偵役のコックリル警部と、『ハイヒールの死』『暗闇の薔薇』の探偵役のチャールズワース警部が登場する。

## 作品の概要
本作は、カーやチェスタトンも蒼くなるような悪魔的な発想のトリックとプロットが有機的に結びついた作品で、クイーンを彷彿とさせる巧妙な伏線やはめ絵パズルにたとえられる解決のサスペンス、カー風の謎とトリック、クリスティーばりのレッドへリング操作と合わせた、黄金時代のミステリの粋を集めた観のある作品である。
ジェゼベルは、本作の登場人物イゼベル・ドルーのあだ名である。旧約聖書の列王記に登場する古代イスラエルの王妃の名前で、ヘブライ語表記のイゼベルは新約聖書『ヨハネの黙示録』に「淫婦」として記されている。

## あらすじ
1940年、青年将校ジョニイ・ワイズは、恋人パーペチュア・カークのアール・アンダーソンとの裏切り行為を目の当たりにし、ショックのあまり自殺した。原因を作ったのはパーペチュアが飲みなれないジンをしこたま飲ませたイゼベル・ドルーと、パーペチュアに首ったけのアンダーソンだった。
時は変わって戦後の1947年。ジョニイ・ワイズの友人のブライアン・ブライアンとスーザン・ベッチレイは、パーペチュアの地獄落ちを願っていた。イゼベルは中年に差し掛かってもなお豊満な肉体を誇り、男に寄生しながら生活していた。一方、パーペチュアは抜け殻のようになって周りに流されるまま生きていた。
イゼベルはアンダーソンらとともに＜帰還軍人のためのモデル・ハウス展＞でページェント「英国の凱旋勇士」に参加することになる。白騎士がブライアン、赤騎士がアンダーソン、青騎士がパーペチュアに恋するジョージ・エクスマウスで、騎士たちの馬術が披露された後に、塔のバルコニーに姿を現す女王がイゼベルの役どころである。ところが、事前練習のあとでイゼベル、アンダーソン、パーペチュアの3人に「おまえは殺されるのだ」という殺人予告状が届いた。
一方、北ケントにいた頃のパーペチュアを知っているコックリル警部は、たまたま会議でロンドンに来ていた折に彼女から脅迫状のことを知らされる。そして、会場のエリージアン・ホールを訪れ一同に紹介された後、パーペチュアを家まで送る途中、ポケットに「イゼベル、パーペチュア、アンダーソン - この中の誰が一番先に殺られるか」というコックリル警部あての挑戦状が入っていることに気付く。
そして、舞台の初日、コックリル警部が客席から気づかわし気に見守る中、観客と騎士たちが見上げた塔のバルコニーに進み出たイゼベルの体が前にのめり、そのまま15フィート下の舞台へ落下して死んでいた。スコットランドヤード捜査課のチャールズワース警部の指揮のもと、死因は手を使っての絞殺で、落下直前に死んでいたということが判明した。しかし、舞台の表では何千という観客、塔へ通じる控室にはイゼベルと騎士たち以外は入れず、その騎士たちは全員舞台へ出ていた。しかも、控室の裏の扉の前にベッチレイが張り番をしており、騎士たちが全員控室に入ってからは誰も出入りした者はいないと証言した。さらに、アンダーソンが姿を消し、パーペチュアは何者かにマントを被せられて縛られた状態で楽屋の一つに閉じ込められていた。
翌朝、パーペチュアに「次はおまえだ」という手紙が届けられた。さらに、失踪中のアンダーソンが犯人だと主張するチャールズワース警部を嘲笑するかのように、パーペチュア宛にアンダーソンの生首が届けられた。

## 登場人物
イゼベル（ジェゼベル）・ドルー
男に寄生して暮らす中年女。
ジョニイ・ワイズ
自殺した青年将校。
パーペチュア（ペピイ）・カーク
ジョニイの昔の恋人。
ジョージ・エクスマウス
パーペチュアに恋している少年。
チャリティ・エクスマウス
ジョージの母。
アール・アンダーソン
役者。
エドガー・ポート
旧英領マレー官吏。
ブライアン・ブライアン
スマトラ帰りの男。
スーザン・ベッチレイ
マレー帰りの女。
チャールズワース
スコットランドヤードの捜査課警部。
コックリル（コッキー）
ケント州警察の警部。